# Poissons et Oiseaux
Poissons et Oiseaux est une mosaïque, datée du Ier siècle av. J.-C., retrouvée lors des fouilles archéologiques de Pompéi dans la maison du grand-duc de Toscane (IX, 2, 27), et conservée au musée archéologique national de Naples.

## Description
La mosaïque fine se détache sur un fond uniforme blanc. Les poissons et les oiseaux sont séparés par une branche d'olivier. Ils montrent encore des signes de vie. L'oie et le couple de canards sont entravés ; leurs becs ouverts semblent répondre à la bouche béante de l'énorme loup de mer d'une pâleur argentée qui tranche avec les écailles rouges, mordorées et bleutées du surmulet et des autres poissons.

## Analyse
La mosaïque est un signe éloquent du mode de vie « à la grecque » et du goût immodéré du luxe, sources pour les moralistes de la dégénérescence des mœurs romaines. Les arts visuels ont partie liée avec les arts de la table dans cette quête du plaisir. Dans ses satires, Lucilius raille la préciosité d'un style semblable à une mosaïque « vermiculée ». 
La représentation de ces mets évoque les peintures de xenia offerts par le maître de maison à ses hôtes évoqué par Vitruve dans De architectura (VI, 7,4) et leurs précédents grecs.   

## Exposition
La mosaïque est présentée dans le cadre de l'exposition Les Choses. Une histoire de la nature morte au musée du Louvre du 12 octobre 2022 au 23 janvier 2023, parmi les œuvres de l'espace nommé « L'Art des choses ordinaires ».